# АЕС Дональда Кука
Атомна станція Дональда Кука — це діюча атомна електростанція, розташована на північ від міста Бріджмен, штат Мічиган, яке є частиною округу Беррієн, на 650-акрів (260 га) місце в 11 милях на південь від Сент-Джозефа, штат Мічиган, США. Завод належить American Electric Power (AEP) і управляється Indiana Michigan Power, дочірньою компанією AEP. Вона має два ядерних реактори і наразі є єдиною атомною електростанцією компанії.
Вартість будівництва електростанції склала 3,352 мільярда доларів США (2007 рік). Завод випускає 2,2 ГВт електроенергії, достатньої для задоволення потреб міста з населенням 1,25 млн осіб.
Завод підключений до електромережі через один 765 кВ, що йде від заводу до підстанції DuMont AEP біля Лейквіля, штат Індіана, і численними 345 лінії кВ, дві з яких з’єднані з METC, що з’єднується з Атомною станцією Palisades, що належить Entergy.

## Закінчення терміну дії та продовження ліцензії
Комісія ядерного регулювання США продовжила ліцензії на експлуатацію обох реакторів 30 серпня 2005 року. Після поновлення термін дії ліцензії на експлуатацію першого енергоблоку закінчиться в 2034 році, а термін дії ліцензії другого блоку закінчиться в 2037 році. Підрозділи спочатку отримали ліцензію на сорок років з дати їх експлуатації.

## Навколишнє населення
Комісія з ядерного регулювання визначає дві зони планування на випадок надзвичайних ситуацій навколо атомних електростанцій: зону впливу шлейфу радіусом 16 км, пов’язане в першу чергу з впливом та вдиханням радіоактивного забруднення, що передається повітрям, і зоною ковтання приблизно 80 км, пов’язаних насамперед із прийомом їжі та рідини, забрудненої радіоактивністю.
Населення США в радіусі 16 км., згідно з аналізом даних перепису населення США для , округ Колумбія Кук склав 54 638, збільшившись на 3,4 відсотка за десятиліття. У 2010 році населення США в радіусі 80 км., склало 1 225 096, збільшившись на 2,8 відсотка з 2000 року. Міста в межах 50 миль включають Саут-Бенд, Індіана (26 миль до центру міста), Мічиган-Сіті, Індіана, Сент-Джозеф, Мічиган, і Каламазу, Мічиган.

## Центр відвідувачів
На заводі є центр відвідувачів, який був відкритий для відвідувачів шість днів на тиждень. Проте після терактів 11 вересня завод відкритий лише для шкільних груп за попереднім замовленням. Центр відвідувачів має 7,9 м., анімаційна модель, яка демонструє, як працює завод.

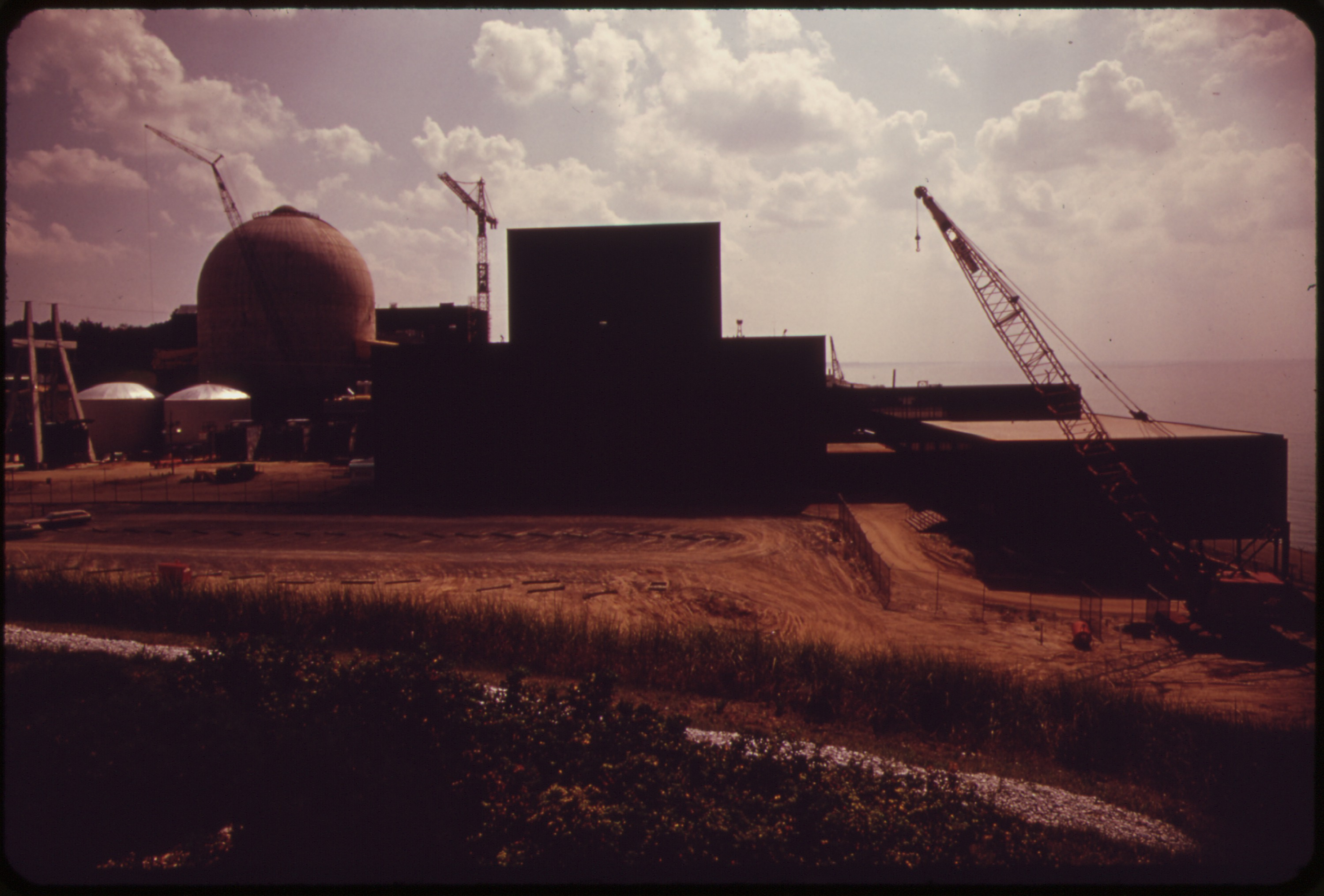
Будівництво станції

## Інциденти
- У 1976 році двоє робітників були вбиті в рециркуляційній ямі (відстійнику) в результаті задухи від інертного газу аргону, який використовувався для підтримки зварювання труб з нержавіючої сталі[4].
- 13 липня 1990 року одна людина загинула від ураження електричним струмом, ще троє отримали важкі опіки внаслідок вибуху розподільчого пристрою 4 кв.
- У вересні 1997 року обидва енергоблоки були зупинені приблизно на три роки, коли в результаті інспекцій NRC в інженерній зоні стало незрозуміло, чи зможуть системи аварійного охолодження активної зони виконувати свої функції за призначенням у разі проектної аварії[5].
- У 1998 році NRC наклав цивільний штраф у розмірі 500 000 доларів США за 37 порушень нормативних актів, в основному щодо льодового конденсатора, який використовувався для реагування на деякі аварії з втратою охолоджуючої рідини[6].
- 12 травня 2002 року 2-й енергоблок був автоматично зупинений через відмову обох резервних джерел живлення постійного струму в системі контролю та вимірювання реактора. Внаслідок неадекватних коригувальних дій така ж подія сталася 5 лютого 2003 р.
- Пожежа трансформатора призвела до автоматичної зупинки блоку 1 у 2003 році та викиду охолоджувального масла в озеро Мічиган[7].
- Велике вторгнення риби призвело до того, що 24 квітня 2003 року обидва блоки були вимкнені вручну на кілька тижнів. Через погіршення потоку основної технічної води до аварійних дизель-генераторів заводу об’єкт увійшов до Плану надзвичайних ситуацій на рівні тривоги. Приблизно через 25 годин було вимкнено сповіщення[8].

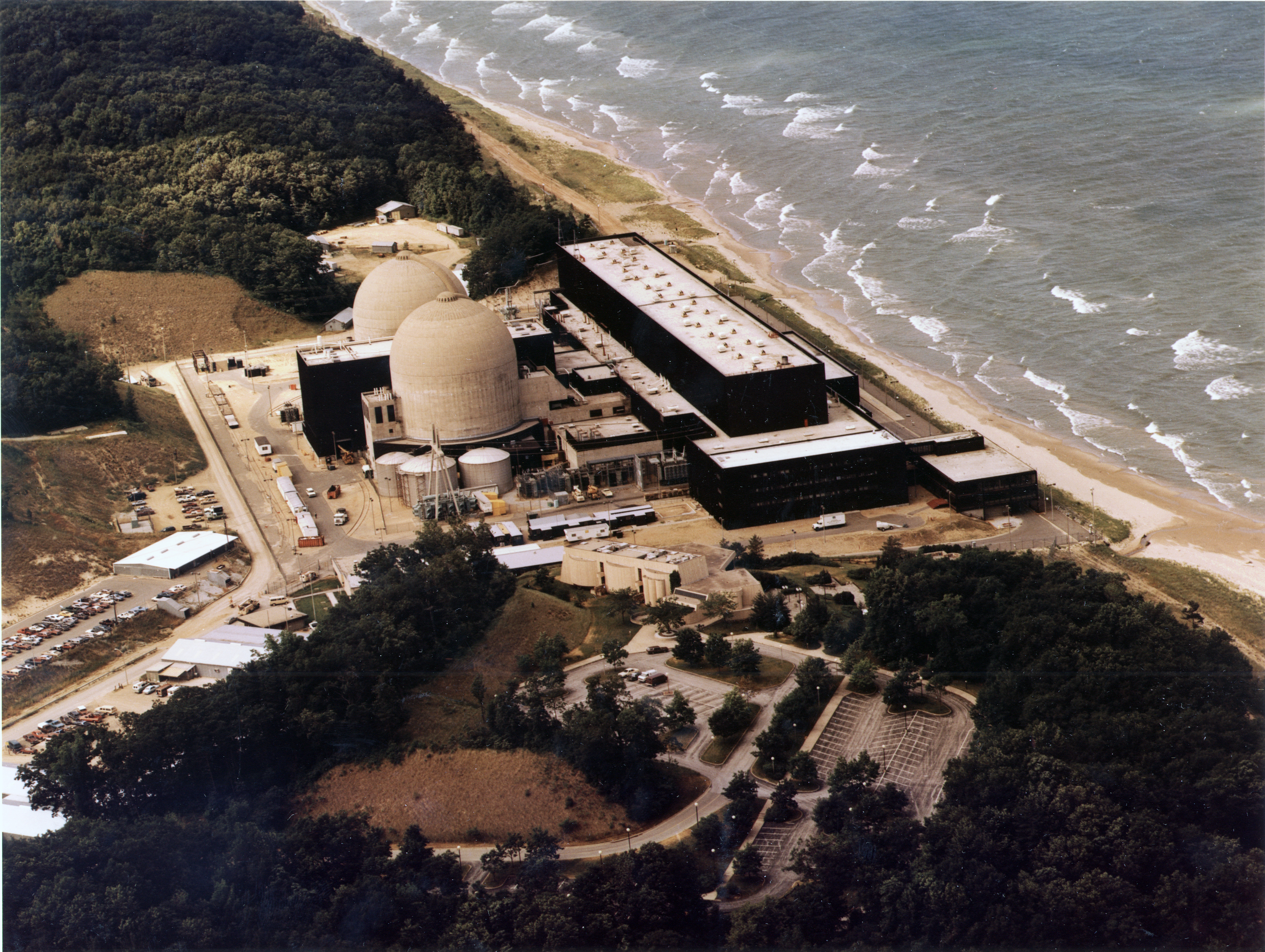
Атомна станція Дональда Кука, блоки 1 і 2

- 20 вересня 2008 року головна турбіна та генератор 1 блоку були пошкоджені сильними вібраціями турбіни, викликаними зламаними лопатями турбіни низького тиску[9]. Також пожежа виникла в генераторі енергоблоку №1. Викидів радіації не було, і енергоблок 2 продовжував працювати на повну потужність[10].
- 12 жовтня 2020 року реактор енергоблоку No2 зупинили. American Electric Power Company Inc. повідомила, що роботу блоку потужністю 1168 мегават (МВт) було призупинено, коли він спрацював через зниження рівня води в одному з чотирьох парогенераторів заводу.
- Пізньої ночі 22 червня 2021 року оператори виявили витік у паропроводі високого тиску, який подає нерадіоактивну пару до турбін низького тиску блоку №2. Витік, як виявилося, збільшився, коли його спостерігали, що призвело до ручного вимкнення блоку 2. Представник станції заявив, що зараз проводиться оцінка, щоб визначити причину витоку пари та розробити графік ремонту, однак I&M не оприлюднює інформацію про повернення в експлуатацію для генеруючих установок з причин конкуренції. При цьому енергоблок №1 продовжував працювати на повну потужність без припинення електропостачання споживачів[11][12].
- «Незвичайну подію» було виявлено о 10:44 6 січня 2022 року. Згідно з попередженням Комісії з ядерного регулювання Сполучених Штатів, було виявлено потенційну пожежу, але пожежі не було[13].

## Сейсмічний ризик
Відповідно до дослідження NRC, оновленого в червні 2018 року, оцінка Комісії з ядерного регулювання щорічного ризику землетрусу, достатнього для того, щоб спричинити пошкодження активної зони реактора округу Колумбія, становила 1 з 83 333.

## Інформація про енергоблок
| Енергоблок | Тип реакторів          | Потужність | Потужність | Початок будівництва | Пуск       | Підключення до мережі | Введення в експлуатацію | Закриття |
| Енергоблок | Тип реакторів          | Чистий     | Брутто     | Початок будівництва | Пуск       | Підключення до мережі | Введення в експлуатацію | Закриття |
| ---------- | ---------------------- | ---------- | ---------- | ------------------- | ---------- | --------------------- | ----------------------- | -------- |
| Кук-1      | PWR, W (4-loop) ICECDN | 1045 МВт   | 1100 МВт   | 25.03.1969          | 18.01.1975 | 10.02.1975            | 28.08.1975              | —        |
| Кук-2      | PWR, W (4-loop) ICECDN | 1107 МВт   | 1151 МВт   | 25.03.1969          | 10.03.1978 | 22.03.1978            | 01.07.1978              | —        |

## Додаткова інформація
|                                              | Блок 1                        | Блок 2                        |
| -------------------------------------------- | ----------------------------- | ----------------------------- |
| Тип реактора                                 | Водно-водяний ядерний реактор | Водно-водяний ядерний реактор |
| Виробник реактора                            | Westinghouse                  | Westinghouse                  |
| Виробник турбін                              | General Electric              | Коричневий Бовері             |
| Генеруюча потужність                         | 1020 мегават                  | 1090 мегават                  |
| Підключення системи передачі                 | 345 000 вольт                 | 765 000 вольт                 |
| Почалося будівництво                         | 1 березня 1969 року           | 1 березня 1969 року           |
| Підключення до мережі                        | 10 лютого 1975 року           | 22 березня 1978 року          |
| Операційна дата                              | 27 серпня 1975 року           | 1 липня 1978 року             |
| Закінчення терміну дії оригінальної ліцензії | 25 жовтня 2014 року           | 23 грудня 2017 року           |
| Закінчення терміну дії оновленої ліцензії    | 2034                          | 2037                          |